# Società ginevrina di Utilità Pubblica
La Società ginevrina di Utilità Pubblica  (SGUP) fu fondata nel gennaio 1828 su invito della Società svizzera di Utilità Pubblica (SSUP), creata il 15 maggio 1810 a Zurigo. Si occupò di questioni di interesse pubblico a Ginevra, sia di tipo spirituale che materiale.
La SGUP è all'origine della fondazione delle principali istituzioni di beneficenza a Ginevra, nonché del Comitato Internazionale della Croce Rossa, fondato il 17 febbraio 1863 da cinque membri della SGUP, vale a dire il generale Guillaume-Henri Dufour, i medici Louis Appia e Théodore Maunoir, Henry Dunant, segretario, e Gustave Moynier, presidente della Società.

## Comitato Internazionale della Croce Rossa

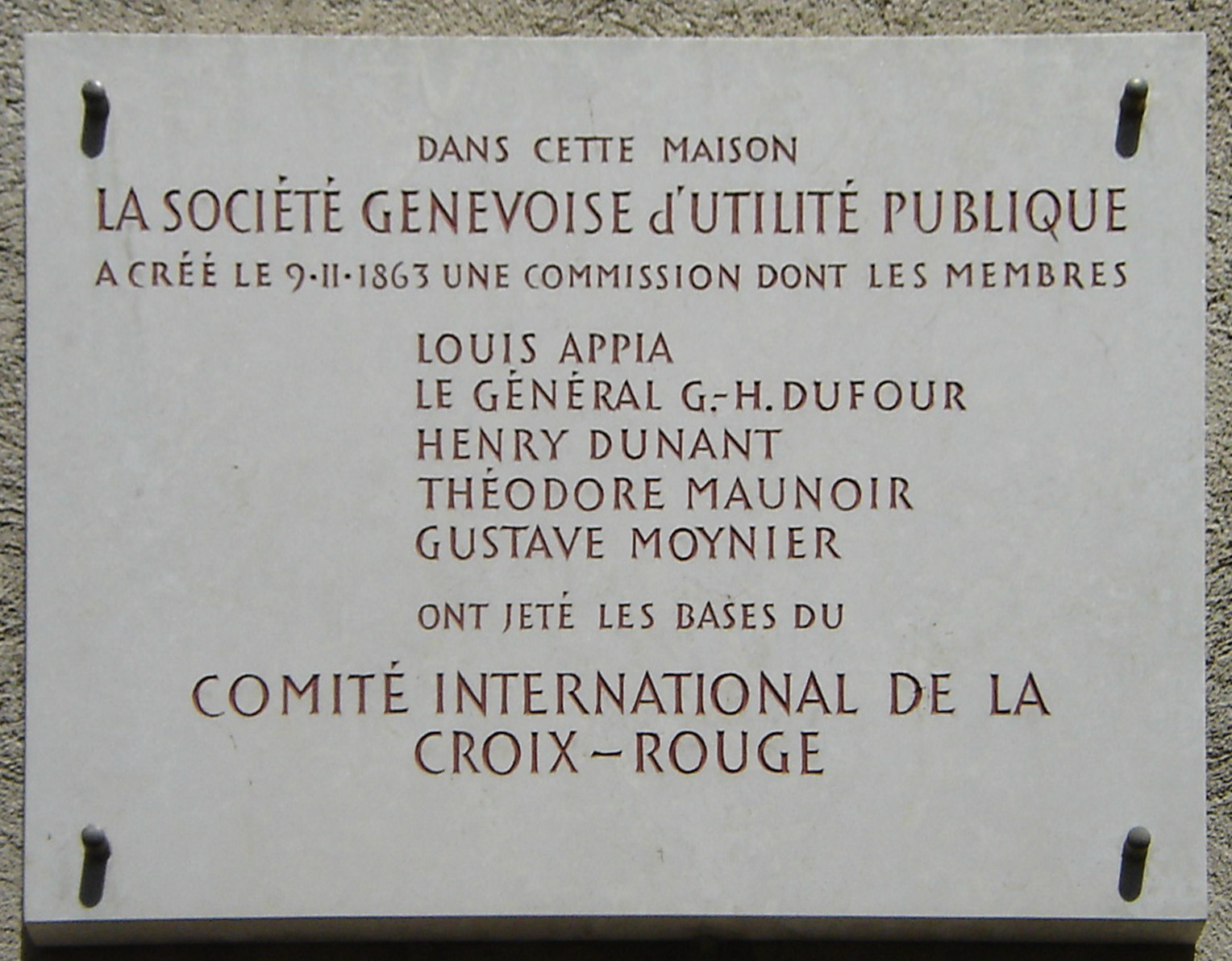
Targa commemorativa della fondazione

Una delle creazioni più importanti della Società ginevrina di Pubblica Utilità è quella del Comitato Internazionale della Croce Rossa. Questo Comitato si ispirò, per la sua costituzione, all'opera di Henri Dunant, Un ricordo di Solferino, pubblicata nel 1862 e all'interno della quale, dopo una descrizione della battaglia di Solferino nei luoghi della quale fu presente, Dunant propone " la creazione in ogni paese di società di soccorso che, durante i conflitti armati, possano venire in aiuto delle vittime dei combattimenti e un testo giuridico volto a proteggere i feriti di tutte le parti e la protezione di coloro che hanno la responsabilità di prendersene cura ". Quest'opera entusiasmò Gustave Moynier che la sottopose al comitato SGUP il 9 febbraio 1863, senza però riscuotere successo. Moynier decise allora di creare una commissione di studio composta da cinque membri che si riunì per la prima volta il 17 febbraio 1863 e prese il nome di Comitato Internazionale Permanente per il Soccorso dei Soldati Feriti. Verrà riconosciuto ufficialmente al termine della Conferenza internazionale di Ginevra tenutasi tra il 26 e il 29 ottobre 1863 e presieduta da Gustave Moynier.
Se Henri Dunant è stato l'ispiratore del CICR ed è oggi considerato il padre fondatore della Croce Rossa internazionale, il vero ispiratore e motore del progetto è piuttosto Gustave Moynier, allora presidente della SGUP e anche della conferenza del 26-29 ottobre, e che per ben 46 anni ricoprirà il ruolo di presidente del CICR.